# Maison Gerbollier
La Maison Gerbollier, o Maison Viard (pron. fr. AFI: [mezɔ̃ ʒɛʁbɔlje] e [mezɔ̃ vjaʁ], rispettivamente), è una casaforte medievale che sorge a monte del capoluogo di La Salle. È sede del municipio e della biblioteca.

## Descrizione
La Maison Gerbollier, risalente al XVI secolo, appartenne alla nobile famiglia Viard, che fu presente a La Salle tra il XIII e l'inizio del XVI secolo, ma prende il nome dai Gerbollier, originari di Valgrisenche, che ne entrarono in possesso tramite il matrimonio tra l'ultima erede Viard, Stéphanie, e un nobile Gerballa: solo in seguito gli eredi della coppia modificarono il loro cognome da Gerballa a Gerbollier.
La casaforte subì importanti interventi tra il 1713 e il 1819.
L'ultimo erede, Cassien Gerbollier, cedette l'edificio al Comune nel 1859, come ricorda anche una lapide posta sull'edificio.
La Maison Gerbollier è caratterizzata da una torre, una corte circondata da vari edifici; degni di nota una finestra gotica in pietra lavorata e il portone sul lato sud, sempre in pietra.
Un più recente restauro è stato approvato dalla giunta comunale negli anni ottanta.
Durante l'estate ospita eventi e manifestazioni.

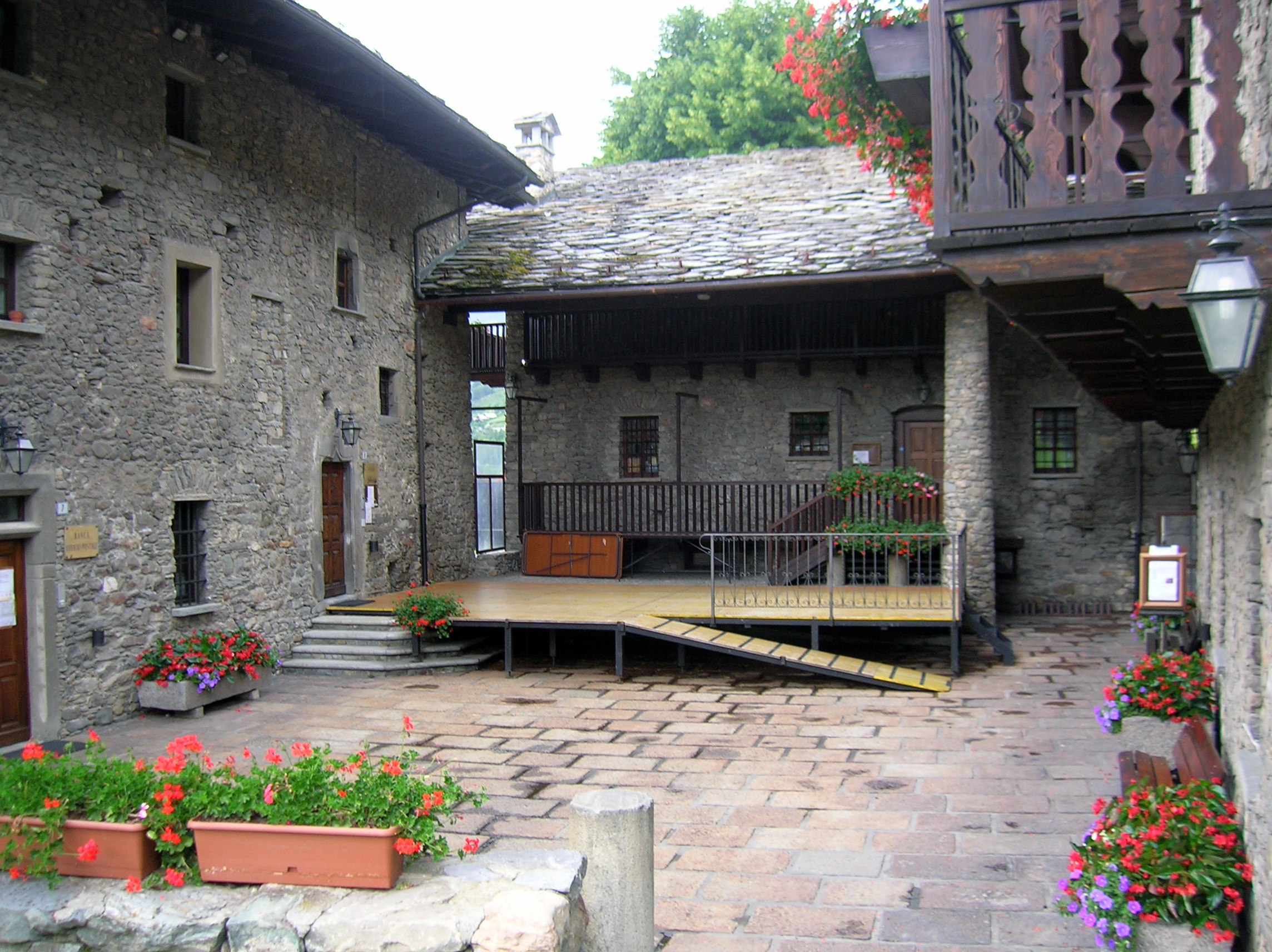
La corte interna
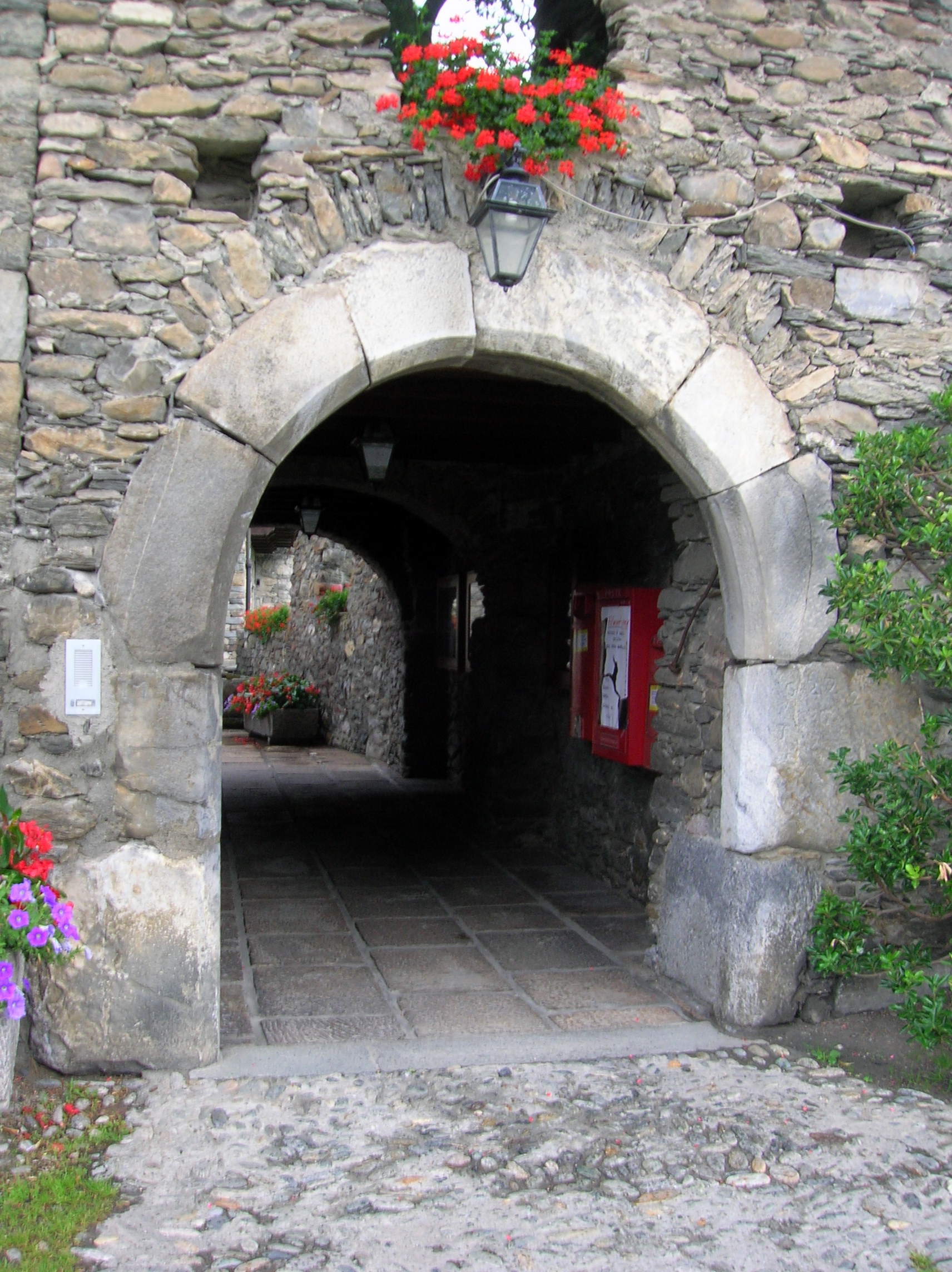
Il portone d'ingresso